# パープル式部
『パープル式部』（パープルしきぶ）は、フォビドゥン澁川による日本のギャグ漫画作品。

## 概要
2011年、『ミラクルジャンプ』（集英社）No.6に掲載された『こんかつ』をプロトタイプとして、同誌2012年No.8に『パープル式部』が初掲載。その後、『週刊ヤングジャンプ』（同）に場を移し、約2年間の不定期掲載を経て、再び『ミラクルジャンプ』に数話掲載後、『週刊ヤングジャンプ』2014年27号から2015年31号まで連載された。
また、集英社Webサイト『となりのヤングジャンプ』では、連載直前企画としてプレ1話が掲載され、その後作者自身によるスピンオフ作品『バーチャル式部』（外部リンク参照）が展開されていた。
正体不明・神出鬼没の結婚コンサルタント：パープル式部と、幸せな結婚を夢見るアラサー婚活女子：青木夏海、その他個性的な人々が繰り広げる献身と努力と騒動を描いたギャグ漫画である。登場人物の独特のセリフ回しに加え、パロディ・歴史ネタ・下ネタ・ダジャレ・俳句（ポエム）・メタ発言などを不条理に盛り込んだ、型破りな作風が特徴。
不定期読切時代は掲載ページ数も回によって異なり、次回予告が無いまま掲載されることもあった（読切版の項も参照）。また、この時期は「変幻自在の代原連載!!」を自称していた。連載版での掲載ページ数は6ページに固定されている。キャッチフレーズは「恋に恋する平安GAG♥」。話数カウントは「第○条」。

## 登場人物

### 主要人物
パープル式部（パープルしきぶ）
本作の主人公。謎に満ちた “ 自称 ” カリスマ結婚コンサルタント。平安貴族風の大仰な言葉遣いと個性的なメイクが特徴の女性。口癖は「げに？！（本当に？！）」。いかつい体型をした不美人であるが、過去の男性経験は豊富でこれまで5度の結婚と離婚を経験している（本人談）。常人離れした思考の持ち主で、日常的に電マを持ち歩く変態でもある。
神出鬼没の行動力に加え、髪の毛や乳房を自由自在に動かしたり、スクリーンやディスプレイに同化したり、鬼やサイボーグに変身したりと、その能力は明らかに人知を超越している部分がある。時には霊や悪魔と会話をしてみたり、宇宙人と遭遇し撃退したこともある。なぜか刀や拳銃の取り扱いにも長けており、セスナ機の運転もこなせるなど、奇行だけには留まらない確かな特殊技能も持ち合わせている。
某所で『ライト源氏結婚相談所』を経営しているが、本業が暇な時にはアルバイトで運営資金を賄っている。ただし、大金をあっさり用意したり、高額な機器を事もなげに衝動買いするなど、その経営状況の良し悪しは全くもって不明である。また、真面目に本業に取り組む場面が極めて少ないため、結婚コンサルタントとしての力量の方もこれまた不明である。本業では、夏海や他の相談者を相手に卓論およびアドバイスを与えているが、式部自らがそれを実践しているうちにあらぬ方向に暴走し、収拾が付かなくなったままオチを迎えるのが毎度のパターンである。
名前の元ネタは紫式部。
青木夏海（あおき なつみ）
本作のもう一人の主人公である、29歳女性。独身で彼氏はいない。温和かつお人好しで、作中唯一の常識人といえる存在。高望みはせず身の丈にあった結婚を目指し婚活中だが、いささか物事に消極的な性分も手伝ってかコレといった出会いには恵まれていない。ただし、写真などで彼女を見た男性の反応は概ね好意的であり、その容姿に関しては決して悪くないことが窺える。
式部に目を付けられ、紆余曲折の末に『ライト源氏結婚相談所』に入会させられるが、状況はほとんど好転していない。退会を考えているもののなかなか叶わず、日常的に式部の支離滅裂な言動にツッコミを入れる役割を余儀なくされている。
最終話にて、結局自力で彼氏を作ったことを明かした。
清リトル納言（せいリトルなごん）
式部のライバル的存在。ガングロメイクの不美人で、式部よりさらにいかつい体型をした女性。関西弁を操る。式部とは過去に浅からぬ因縁があるらしく、「say show now go on!」の擬音とともに唐突に登場しては対決を挑んでくる。その登場の仕方も、建築物を破壊しながら現れるなど無駄に過激である。
勢い任せの行動が災いしていつも式部にやり込められているが、コーディネートセンスなどは彼女よりも数段優れている。夏海いわく「式部が絡まなかったらイイ人」。式部からは事あるごとに「ブス」と呼ばれ、逆上してバトルに発展することもある。
のちに、外国人男性とできちゃった結婚をし、一子を授かる。
名前の元ネタは清少納言。
藤原彰子（ふじわら あきこ）
連載版より登場。元レディースの総長。単純で無鉄砲な性格と、社会人とは思えないガラの悪さが特徴。父親のコネで紹介された『ライト源氏結婚相談所』の面接を受け、式部のきな臭い話術と間違ったカリスマ性にまんまと魅了（洗脳）されてしまい、そのまま入社して彼女の忠実な右腕となる（その際、金髪だった髪も黒に染め直した）。以後、式部に付き従って行動しているが、彼女の奇行の巻き添えを食って度々酷い目に遭っている。
式部のことは「先生」と呼び尊敬しているものの、自らがアドバンテージを得た時は平然と反旗を翻すなど、完全に心服はしていない模様。話によっては真面目であったり自堕落であったりとキャラの振り幅が大きく、作中でも「便利キャラ」「オチ要員」といった肩書を付けられている。食い意地が張っており、作中では物を食べている描写が多い。虫歯と外反母趾を患っている。
名前の元ネタは藤原彰子（ふじわら の しょうし）。

### その他の登場人物
サッチー
マッキー
ゲルググキャノン
夏海の女友達で全員既婚者。登場回の欄外には「一人だけあだ名に愛がない…。」とツッコミを入れられていた。
ゲルググキャノンは『こんかつ』にも登場している。
菊野門左衛門（きくの もんざえもん）
イケメンハリウッド俳優によく似た男。証券マンをしていたがインサイダー取引により逮捕され、懲役中の身である。式部とは過去に1度だけ男女の仲になったことがあるらしい。夏海の結婚候補者として式部が引き合わせたが、当然のことながら成就しなかった。
一応、2週にわたって登場。
さいこ澄（さいこ ちょう）
すかい海（すかい かい）
『ライト源氏結婚相談所』の顧客であるアラサー婚活男子2人組。名前の元ネタはそれぞれ最澄と空海。
それぞれが「ロリコン」と「熟女マニア」を自称していたが、実は建前であることを式部に看破され、ショックのあまり2人とも頭が禿げ上がってしまう。最終的には、なぜか2人そろってBLに目覚める。
再登場した際はそろってハードゲイとなっていた。
蝉丸（せみまる）
彰子の先輩であるヤンキー。28歳男性。長いリーゼントにサングラス、前歯が無いといった風貌で、語尾に「夜露死苦」を付けて話す。登場時に出し抜けに彰子に声をかけたことからパンチを喰らい、顔面にモザイクがかかるほどの重傷を負う。無職の身でありながら結婚願望が強く、年上の女性が好み。
のちに、お見合いパーティーに参加し、安倍チンミンの催眠術によってイケメン化するが、それが災いしてまたしても重傷を負う。
名前の元ネタは蝉丸。
安倍チンミン（あべ チンミン）
怪しい風貌の手相鑑定士。その正体は凄腕の催眠術師である。式部と対決するが、得意の催眠術をかける前に彼女の自慰行為を見せつけられ敗北。自分自身に記憶を消す催眠術をかける羽目になった。
名前の元ネタは安倍晴明。
小野コマネチ（おの コマネチ）
『ライト源氏結婚相談所』の顧客である女性。宝塚歌劇団の男役のような格好をしており、式部に負けず劣らずエキセントリックな言動を連発する。美人に変身することも出来るが、上記の性格も災いしてか婚活の成果は芳しくない模様。
名前の元ネタは小野小町。
m.c.藤原ロングウェイ（エム・シー・藤原ロングウェイ）
彰子の父親で、警視庁公安部に所属する刑事。筋骨隆々の体躯で外国人ラッパーのような風貌。和泉スタイルクラブの復活を阻止すべく、式部に協力を依頼する。
名前の元ネタは藤原道長。
和泉スタイルクラブ（いずみ スタイルクラブ）
性欲を奪うことで地球上の人類滅亡を企てる、本作のラスボス的存在。夏海の30歳の誕生日に、彼女の暗黒パワーと悪魔メフィストの力を借りて復活を遂げた。しかし、ストーリーの都合上登場2ページ目で死亡させられ、四十九日法要が執り行われた。
名前の元ネタは和泉式部。

## 読切版
『ミラクルジャンプ』（集英社）2012年No.8を皮切りに、約2年間にわたって不定期に掲載された。
その多くは単行本『パープル式部読切集 花の巻』に収録されている。
| 話数   | 掲載誌                 | 号数               | 掲載ページ数 | 備考                                 |
| ------ | ---------------------- | ------------------ | ------------ | ------------------------------------ |
| 第1話  | ミラクルジャンプ       | 2012年No.8         | 5P           | ※単行本未収録                        |
| 第2話  | 週刊ヤングジャンプ     | 2012年42号         | 12P          |                                      |
| 第3話  | 週刊ヤングジャンプ     | 2012年44号         | 8P           |                                      |
| 第4話  | 週刊ヤングジャンプ     | 2012年50号         | 8P           |                                      |
| 第5話  | 週刊ヤングジャンプ     | 2013年2号          | 6P           |                                      |
| 第6話  | 週刊ヤングジャンプ     | 2013年5・6合併号   | 10P          |                                      |
| 第7話  | 週刊ヤングジャンプ     | 2013年11号         | 14P          |                                      |
| 第8話  | 週刊ヤングジャンプ     | 2013年12号         | 8P           |                                      |
| 第9話  | 週刊ヤングジャンプ     | 2013年15号         | 10P          |                                      |
| 第10話 | 週刊ヤングジャンプ     | 2013年17号         | 6P           | ※単行本未収録                        |
| 第11話 | 週刊ヤングジャンプ     | 2013年22･23合併号  | 10P          |                                      |
| 第12話 | 週刊ヤングジャンプ     | 2013年25号         | 8P           |                                      |
| 第13話 | 週刊ヤングジャンプ     | 2013年29号         | 4P           | ※単行本未収録、4コマ漫画での掲載。   |
| 第14話 | 週刊ヤングジャンプ     | 2013年30号         | 8P           |                                      |
| 第15話 | 週刊ヤングジャンプ     | 2013年31号         | 6P           |                                      |
| 第16話 | 週刊ヤングジャンプ     | 2013年39号         | 8P           |                                      |
| 第17話 | 週刊ヤングジャンプ     | 2013年52号         | 4P           |                                      |
| 第18話 | 週刊ヤングジャンプ     | 2014年2号          | 6P           |                                      |
| 第19話 | 週刊ヤングジャンプ     | 2014年3号          | 6P           |                                      |
| 第20話 | 週刊ヤングジャンプ     | 2014年10号         | 9P           |                                      |
| 第21話 | 週刊ヤングジャンプ     | 2014年13号         | 5P           |                                      |
| 第22話 | ミラクルジャンプ       | 2014年5月号        | 4P           |                                      |
| 第23話 | 週刊ヤングジャンプ     | 2014年20号         | 6P           |                                      |
| 第24話 | 週刊ヤングジャンプ     | 2014年21・22合併号 | 5P           | ※単行本未収録                        |
| 第25話 | ミラクルジャンプ       | 2014年6月号        | 4P           |                                      |
| 第26話 | ミラクルジャンプ       | 2014年8月号        | 8P           |                                      |
| 第27話 | となりのヤングジャンプ |                    | 6P           | ※単行本未収録                        |
| 第28話 | ミラクルジャンプ       | 2015年5月号        | 8P           | ※単行本第2巻に『特別編』として収録。 |
| 第29話 | 週刊ヤングジャンプ     | 2015年38号         | 2P           | ※単行本未収録                        |

## バーチャル式部
『バーチャル式部』は、作者本人によるスピンオフ作品である。
2014年10月16日から2015年2月5日の期間において、集英社Webサイト『となりのヤングジャンプ』（外部リンク参照）上にて、隔週で更新されていた（全9回）。
作品は「青木夏海の恋人＆結婚相手募集」という名目で公募・採用されたキャラクターを「作者が好きにアレンジし、作中でイジる」というスタンスで展開される。

## 単行本
- フォビドゥン澁川 『パープル式部読切集 花の巻』[注 8] 集英社 〈ヤングジャンプ・コミックス〉
  1. 2014年12月24日第1刷発行（12月19日発売[集 1]）、ISBN 978-4-08-890080-3

- フォビドゥン澁川 『パープル式部』 集英社 〈ヤングジャンプ・コミックス〉 全2巻
  1. 2014年12月24日第1刷発行（12月19日発売[集 2]）、ISBN 978-4-08-890079-7
  2. 2015年8月24日第1刷発行（8月19日発売[集 3]）、ISBN 978-4-08-890295-1

## その他
- 『週刊ヤングジャンプ』2013年29号掲載分では、欄外で「しきぶったー」なるTwitter風の呟きが展開された。サンカクヘッドによる同誌連載作『干物妹!うまるちゃん』の欄外コーナー「うまるったー」のパロディである。
- 『週刊ヤングジャンプ』2015年2号において、稲葉みのりによる同誌連載作『源君物語』とのコラボ漫画が掲載された。欄外で作者のフォビドゥン澁川は、「オレの絵が落書きに見える…」という自虐的なコメントを残していた。
- 2016年度日本タイトルだけ大賞を受賞した。
- フォビドゥン澁川の別作品、『スナックバス江』のテレビアニメ版第13話にてパープル式部が登場している。声は内山夕実が担当。